# Камені спотикання

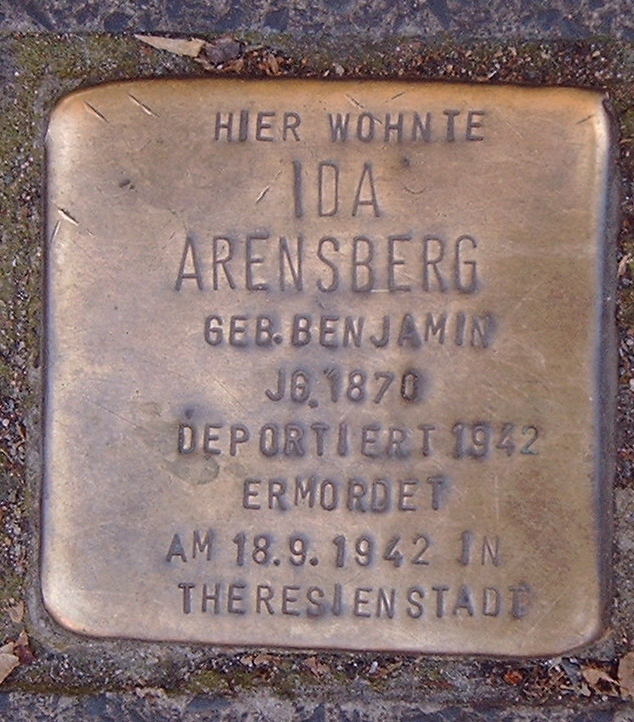
«Камінь спотикання» у Бонні для Іди Аренсберг: «Тут жила Іда Аренсберг (до шлюбу — Бен'ямін), нар. 1870 — депортована 1942 року. Убита 18 вересня 1942 року в Терезієнштадті»

«Камені спотикання» (нім. Stolpersteine: [ˈʃtɔlpəʁˌʃtaɪnə], Штольперштайне) — це бруківка розміром 10 × 10 см, бетонний куб з латунним покриттям із вписаними іменами та роками життя людей, знищених чи переслідуваних нацистами. Символічний проєкт Stolperstein був ініційований німецьким митцем Гюнтером Демнігом у 1996 році і продовжується понині. Проєкт спрямований на вшанування жертв нацизму точно в тому місці, яке стало для них останнім з вільно обраних (для проживання чи роботи) до того, як він чи вона стали жертвами нацистського терору: евтаназії, євгеніки, депортації в концентраційний табір чи табір знищення, змушеної міграції чи самогубства. Станом на жовтень 2017 року у країнах Європи було закладено приблизно 50 000 [Архівовано 1 грудня 2017 у Wayback Machine.] штольперштайнів, а 30 жовтня 2017 року було встановлено перший штольперштайн поза межами Європи — в Буенос-Айресі, що перетворило цей проєкт у найбільший у світі децентралізований меморіал.
Більшість штольперштайнів вшановують євреїв, жертв Голокосту. Інші розміщені для гомосексуалів, синті та ромів, нащадків чорношкірих солдатів Антанти й німкень, свідків Єгови, протестантів, католиків, масонів, лівих та учасників Європейського антинацистського спротиву, військових дезертирів чи психічно хворих.

## Походження назви
Назва Stolperstein викликає багато алюзій: у Нацистській Німеччині була антисемітська приказка на випадок коли, раптово спіткнувшись через виступаючий на дорозі камінь, промовлялось: «Єврей похований тут». У переносному сенсі, Stolperstein в німецькій мові означає також «потенційну проблему». Крім того, «наштовхнутись на щось» у німецькій мові може також означати «(випадково) щось з'ясувати». Таким чином, термін провокаційно викликає зауваження до антисемітського минулого, водночас наштовхує на думки на серйозну тему.
Камені спотикання не розміщені на видних місцях, а навпаки, трапляються випадково й можуть бути упізнані лише коли проходиш повз, з близької відстані. На відміну від центральних меморіалів, розташованих на видних й відомих місцях, які, згідно з Демнігом, можна легко уникнути чи оминути, Штольперштайни представляють набагато глибше проникнення пам'яті у повсякденне життя: вони розміщені прямо на тротуарах вулиць.
У Нацистській Німеччині нищились єврейські цвинтарі, надгробні плити звідтіля використовували як тротуарні бруківки. Осквернення пам'яті мертвих було цілеспрямованим: людям доводилося ходити по надгробним плитам та наступати на їх надписи. Штольперштайни провокаційно натякають на цей акт осквернення, оскільки вони також позбавлені будь-якого захисту від нового осквернення.
Хоча цей артпроєкт має намір зберегти пам'ять про те, що неприпустиме може статися знову, навмисне створення незахищених від осквернень штольперштайнів викликає критику та стурбованість.
Деякі німецькі міста, такі як Мюнхен, не приймають ідею встановлення Каменів для спотикання, та шукають альтернативні способи вшанування жертв нацистського режиму. Але, хоч Мюнхен і є «історичним домом» нацистського руху, бан на встановлення Каменів спотикання стався завдяки тиску з, можливо, несподіваного боку — від президента Мюнхенського Єврейського Товариства Шарлотти Кноблох. Вона сказала, що такі камені не є адекватною шаною загиблим, оскільки їх пам'яті паплюжаться кожного разу, коли хтось на них наступає.

## Про проєкт

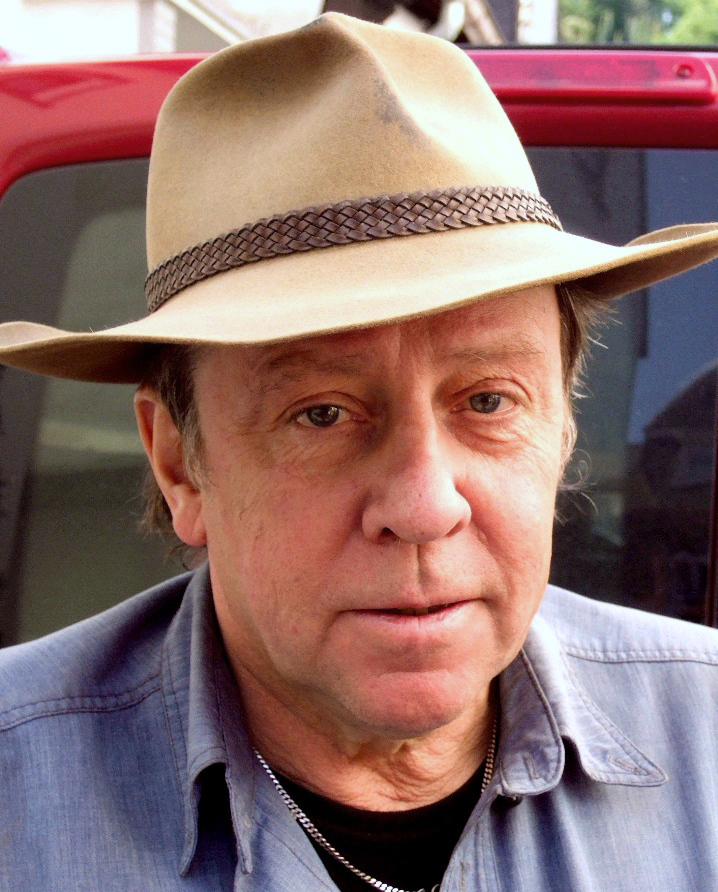
Гюнтер Демніг

Ідея меморіалу з'явилася у Гюнера Демніга 1993 року, а в 1994 році він її представив на виставці у Кельні.
«Камені спотикання» — це кубічні бетонні камені (сторона — 10 см), з латунною пластиною із надписом. Вони вбудовані у дороги та тротуари перед будинками, де колись жили жертви нацизму. На латунній пластині викарбувано ім'я, рік народження, рік та смерті смерті. Камені повинні зберігати пам'ять про жертв нацизму, змушуючи зупинитися й прочитати написане.
Значна частина каменів встановлена на згадку про жертв Голокосту. Також встановлено «камені» на згадку про циган, Свідків Єгови, гомосексуалів, лівих, учасників Руху опору тощо.
24 липня 2009 року було встановлено 20 000-й «камінь» у Ротербаумі (Гамбург, Німеччина). До квітня 2015 року було встановлено 50 000 каменів в 1200 міст та населених пунктів. 29 грудня 2019 року Демнінг поклав у м. Меммінген 75000-ий камень.
Витрати на проєкт покриваються за рахунок благодійних зборів і пожертв. До 2012 року вартість одного каменя складала 95 євро. З 2012 року ціна виросла до 120 євро.
Ідея «Каменів спотикання» лежить в основі російського проєкту «Остання адреса».

### «Камені спотикання» в Україні
У Переяславі камені спотикання були встановлені на честь Естер Дікінштейн, учительки-єврейки, двох дівчат-остарбайтерок та зв'язкової партизанського загону, вчительки Марії Яківець (2009 рік), завуча Григорія Беляєва та лікаря Якова Білошицького (2011 рік).
У липні 2017 року мала відбутися церемонія встановлення каменів у Чернівцях та Рівному, втім, через затримку на митниці її було зірвано. 26 липня 2018 року п'ять каменів (що вшановують польську поетесу Зузанну Ґінчанку, настоятеля Свято-Воскресенського собору Володимира Мисечка, який загинув після провокації радянського диверсанта Миколи Кузнєцова, учителя єврейської школи «Тарбут» Якова Крулика та його доньку Рахель, інженера Якова Сухенка) були встановлені в Рівному за присутності пана Демніга. У Чернівцях відбувся лишень акт передачі каменів міському голові для подальшого їх установлення.
Щонайменше сім каменів спотикання було закладено в Києві перед російським набігом. Усі камені спотикання України сфотографував австрійський психотерапев Крістіан Міхелідес.

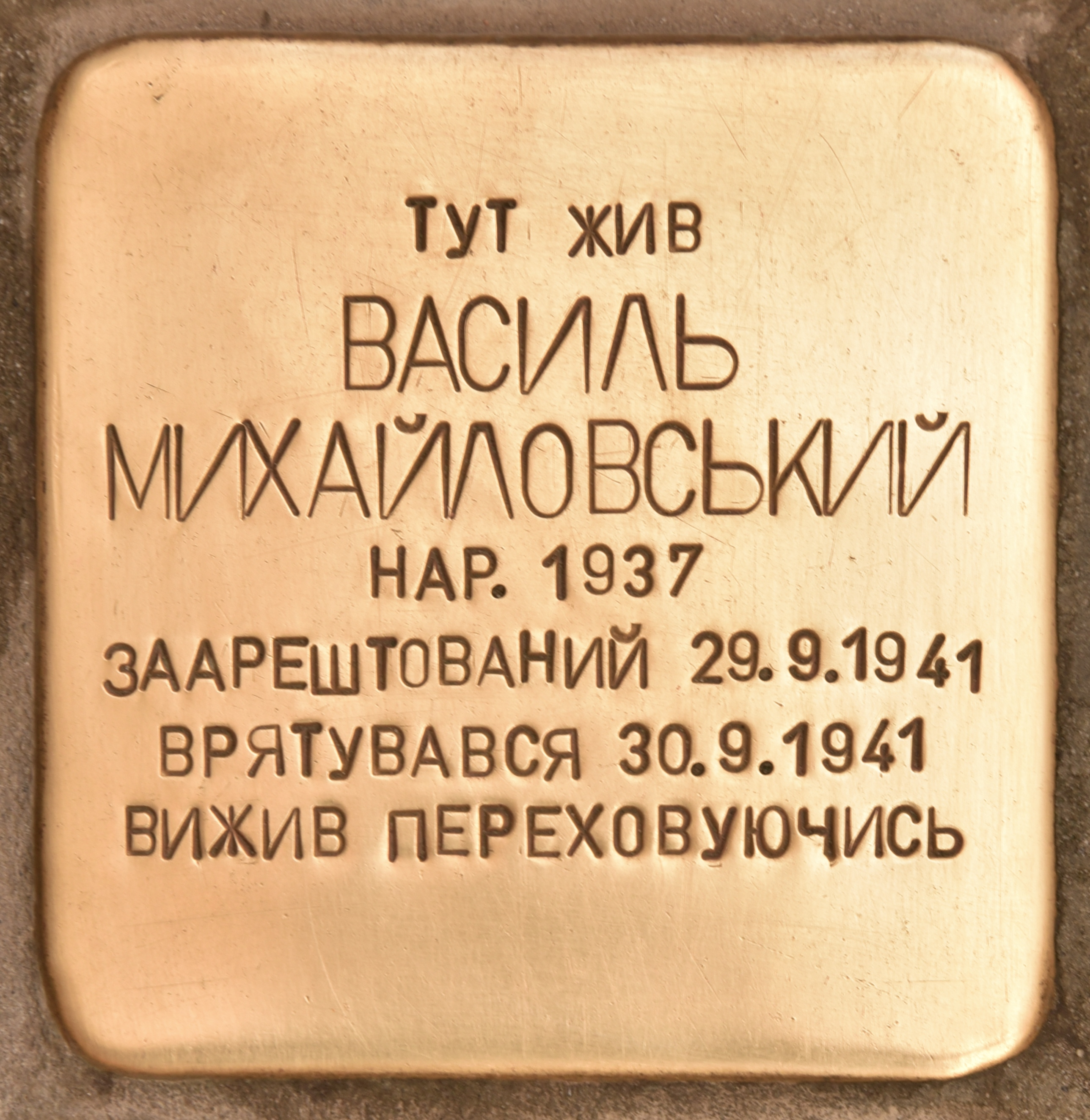
Камінь спотикання для Василь Михайловський, Київ
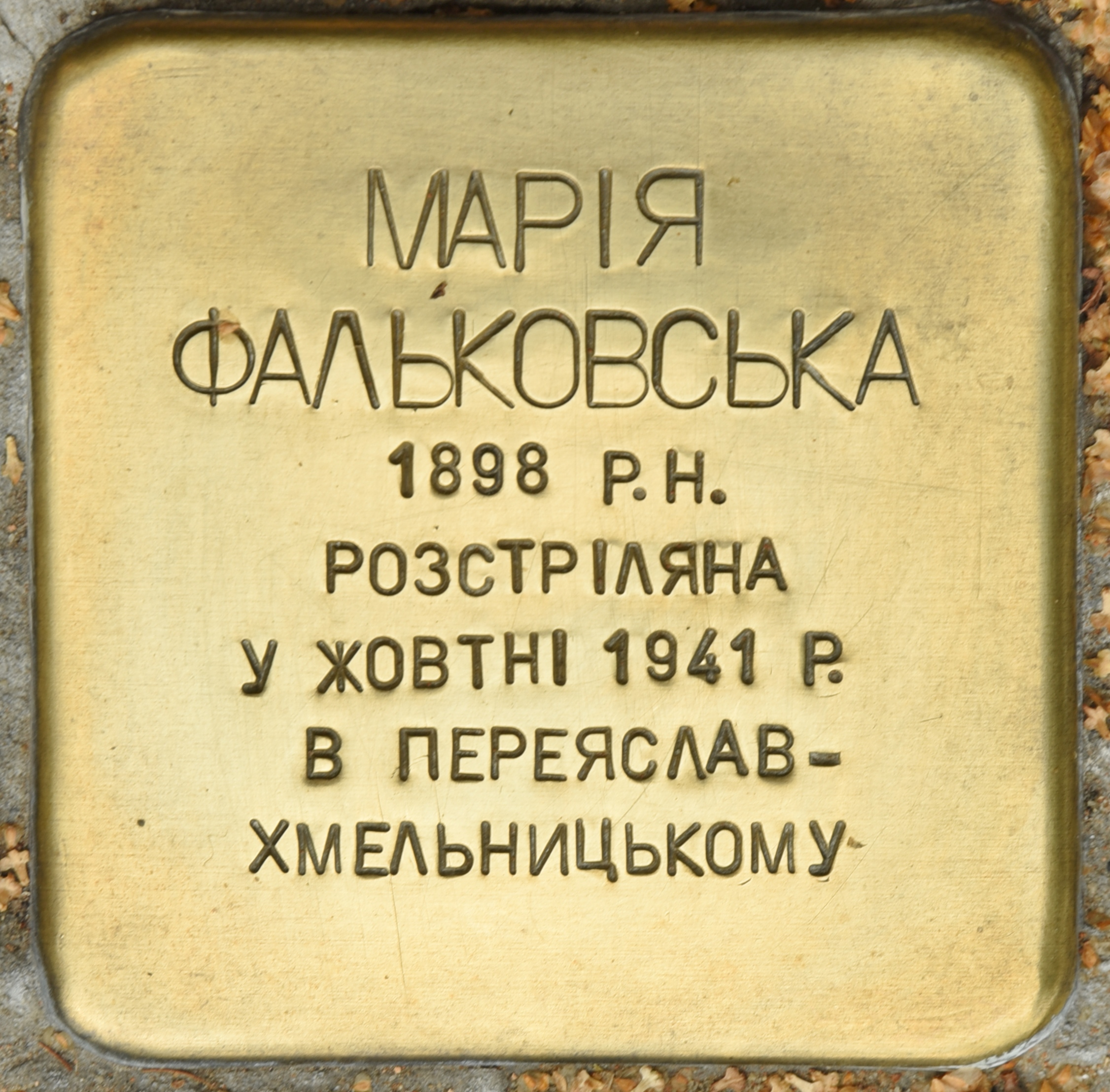
Камінь спотикання для Марiя Фальковська, Переяслав
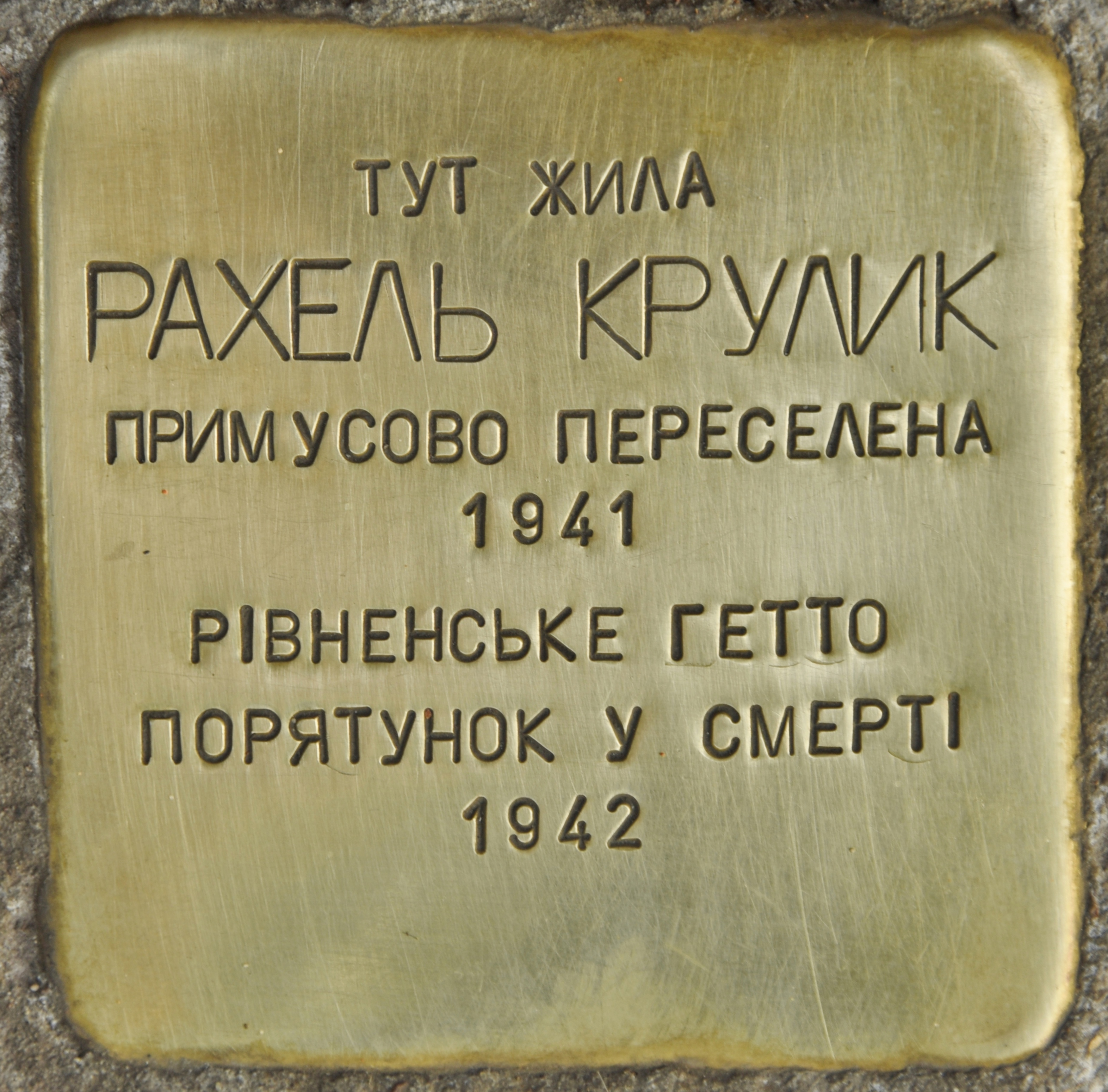
Камінь спотикання для Рахель Крулик, Рівне